# 薬丸翔
薬丸 翔（やくまる しょう、1990年10月25日 - ）は、日本の俳優である。 株式会社Nabura所属。

## 来歴
薬丸裕英・石川秀美夫婦の長男。身長185cm。2005年にクラウン・クリエイティブ「ROMYRHINO Kids ロミーライノキッズ」のイメージキャラクターに選ばれ、芸名「SHO」として芸能界デビュー。2007年に本名の「薬丸翔」に改名する。
すぐ下の弟はCEサバデル・フベニールB（ユース）所属のサッカー選手・薬丸隼人。
長妹はタレントの薬丸玲美（Remi）。
2016年に出演した舞台の衣装部に在籍していた3歳年上の女性と交際を重ね、2019年に結婚。
2021年1月中旬、第一子となる男児が誕生した。

## 出演

### 映画
- 炬燵猫（2006年、小川王子 監督） - 主演・藤崎レイ 役
- きみの友だち（2008年、廣木隆一 監督）
- 観覧車の右側（2011年、奥田啓太 監督）
- ミチずれ（2014年、文晟豪 監督）
- 何者（2016年、三浦大輔 監督）
- 愛なき森で叫べ（2019年、園子温 監督）
- 来夢来人(らいむらいと)（2019年、若葉竜也 監督）第15回山形国際ムービーフェスティバル2019上映作品
- ユンヒへ（2019年、イム・デヒョン 監督） - リュウスケ 役 ※韓国映画／日本公開は2022年
- 聖地X（2021年11月19日、入江悠 監督）- 東滋 役
- 渇水（2023年6月2日）
- PLAY!〜勝つとか負けるとかは、どーでもよくて〜（2024年3月8日、古厩智之 監督）[6]

### テレビドラマ
- 生徒諸君!（2007年4月 - 7月、テレビ朝日） - 辻本光 役
- 99.9-刑事専門弁護士- SEASON II 第2話（2018年1月21日、TBS） - 小倉学 役
- 4分間のマリーゴールド 最終話（2019年12月13日、TBS） ‐ 林田秀人 役
- ケイジとケンジ〜所轄と地検の24時〜 第3話（2020年1月30日 テレビ朝日） - 瀬川大介 役
- 微笑む人（2020年3月1日、テレビ朝日） ‐ 保坂保 役
- 春の呪い 第4話・第5話（2021年6月12日・19日、テレビ東京） - 柊篤実 役
- 昭和歌謡ミュージカル また逢う日まで（2022年4月30日、NHK BSプレミアム・BS4K）[7]
- HOTEL -NEXT DOOR- 第2話（2022年9月17日、WOWOW） - 赤川 役

### 舞台
- 宇宙ダイヤモンド（2010年、上田一豪 演出）
- ペール・ギュント（2015年、白井晃 演出）
- No.9 ー不滅の戦慄ー（2015年、白井晃 演出）
- マハゴニー市の興亡（2016年、白井晃 演出）
- ドン・キホーテ（2017年、小野寺修二 演出）
- CO.JP（2018年、安井順平 演出）
- 獣の柱（2019年、前川知大 演出）
- ボイラーマン（2024年、赤堀雅秋 演出）[8]
- おわるのをまっている（2024年、山田由梨 演出）[9][10]
- 不可能の限りにおいて（2025年、生田みゆき演出）[11]

### 配信ドラマ
- しろときいろ〜ハワイと私のパンケーキ物語〜（2018年3月 - 4月、Amazonプライム・ビデオ） - 江崎拓馬 役

### CM
- クラウン・クリエイティブ「ROMYRHINO Kids ロミーライノキッズ」（2005年4月 - 2006年4月）